# Natalia Mrozińska
Natalia Mrozińska, coniugata Żandarska (Inowrocław, 25 giugno 1984), è un'ex cestista polacca.

## Carriera
Con la Polonia ha disputato i Campionati europei del 2005.